# Aeroporto di Palma di Maiorca
L'aeroporto di Palma di Maiorca Son Sant Joan è il principale aeroporto delle Isole Baleari e il 15° in Europa; è situato vicino alla città di Palma di Maiorca nell'isola di Maiorca.
Terzo aeroporto spagnolo per importanza e per volume di passeggeri trasportati, superato solo dall'Aeroporto di Madrid-Barajas e dall'Aeroporto di Barcellona-El Prat, è molto frequentato durante i mesi estivi. Riceve una notevole quantità di voli charter provenienti dall'Europa (specialmente da Italia, Germania e Regno Unito).
Negli anni '80 fu l'hub della compagnia aerea Hispania Líneas Aéreas.

## Terminal
L'aeroporto di Palma di Maiorca occupa una superficie di 6,3 km{\displaystyle ^{2}}. L'aeroporto è formato da 4 moduli: Modulo A (il vecchio Terminal A), Modulo B (il vecchio Terminal B), Modulo C e il Modulo D (gli ultimi due completamente nuovi e inaugurati nel 1997). È preparato per un massimo di 25 milioni di passeggeri all'anno.

### Modulo A
Possiede 28 porte d'imbarco.

### Modulo B
Possiede 8 porte d'imbarco.

### Modulo C
Possiede 33 porte d'imbarco

### Modulo D
Possiede 19 porte d'imbarco. Dedicato ai voli europei.

## Autonoleggi
Nella zona degli arrivi operano più di 20 autonoleggi locali e internazionali tra i quali Avis, Budget, Europcar, Hertz, Goldcar e Sixt.

## Galleria d'immagini

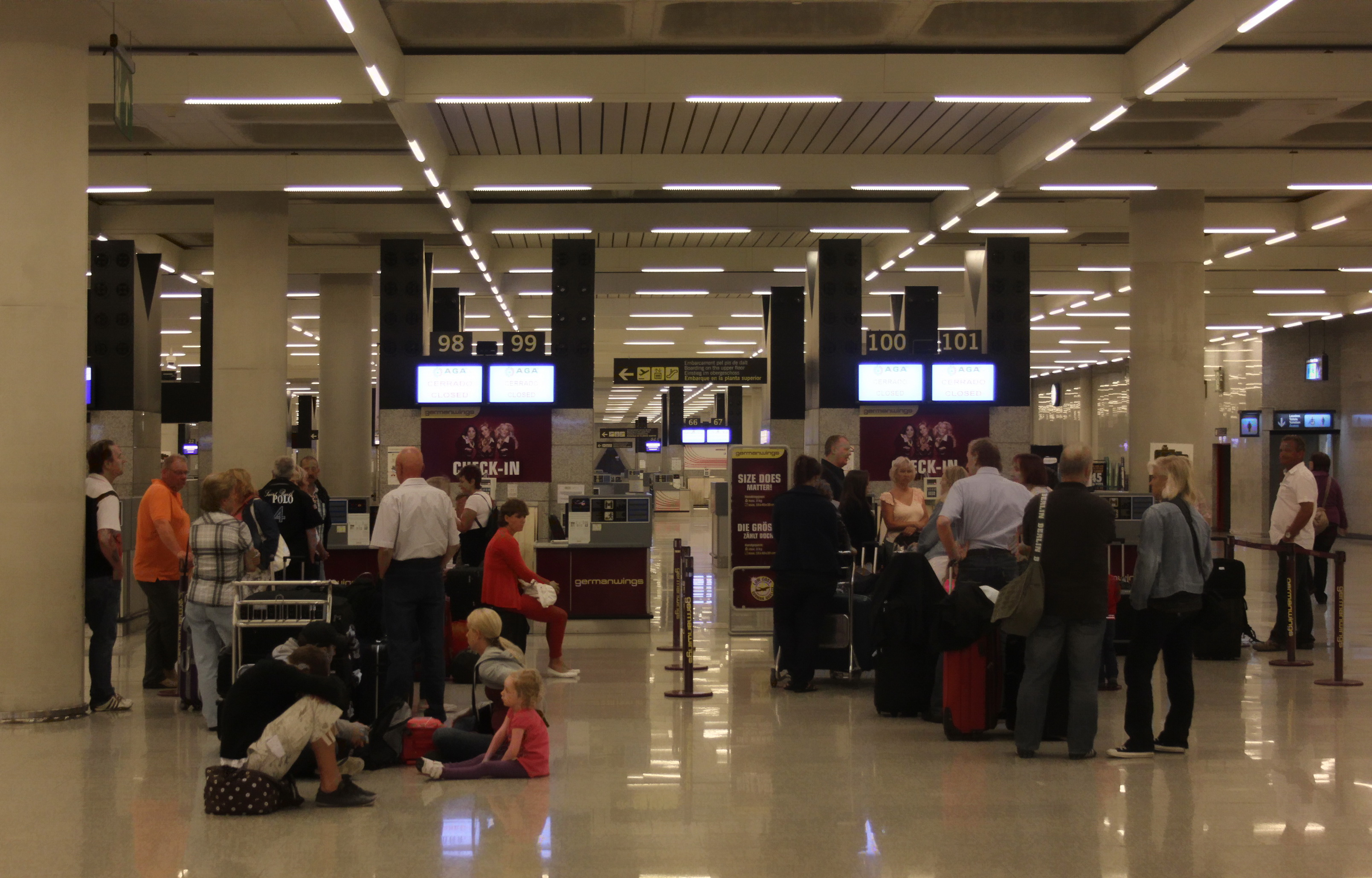
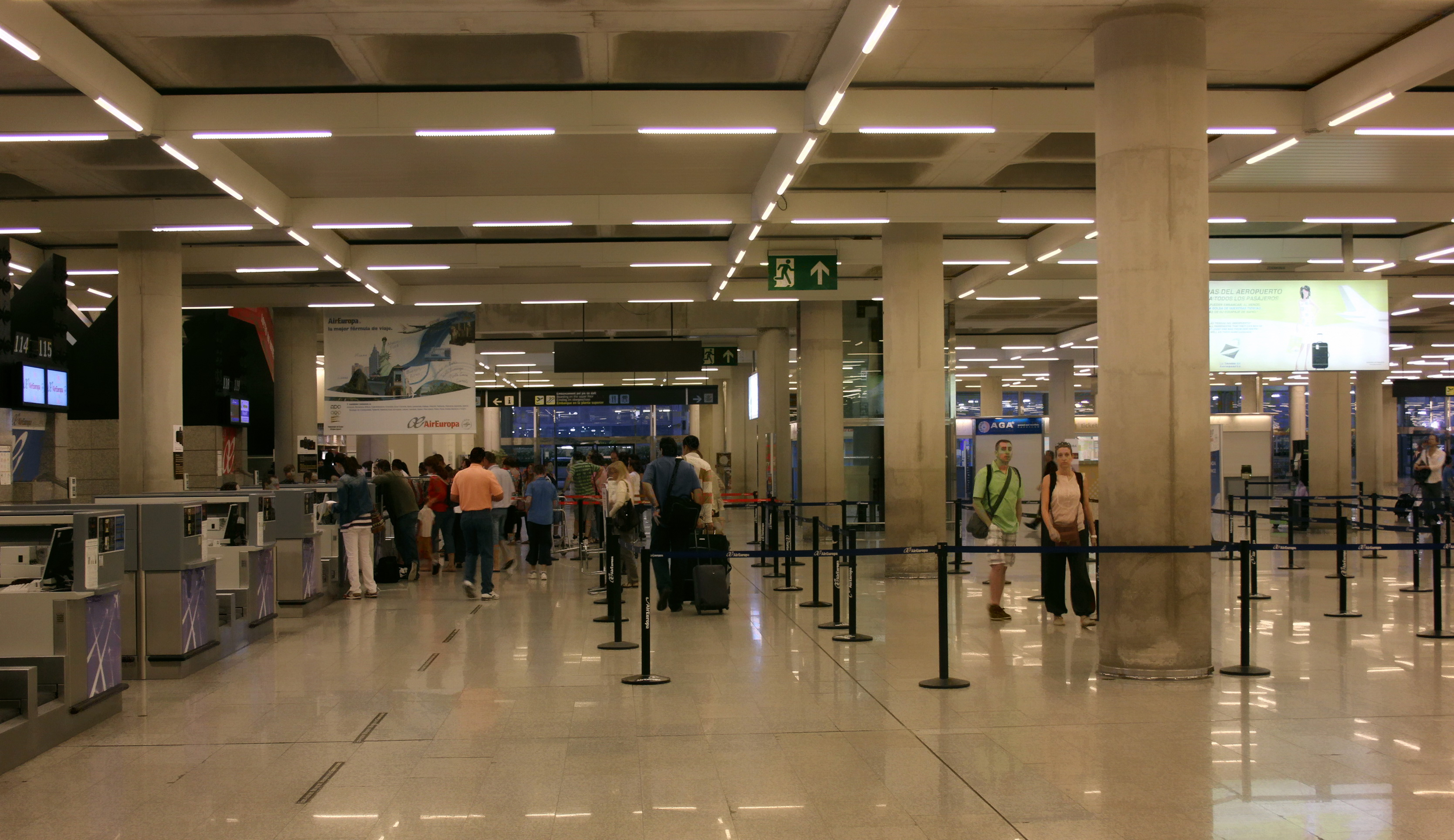
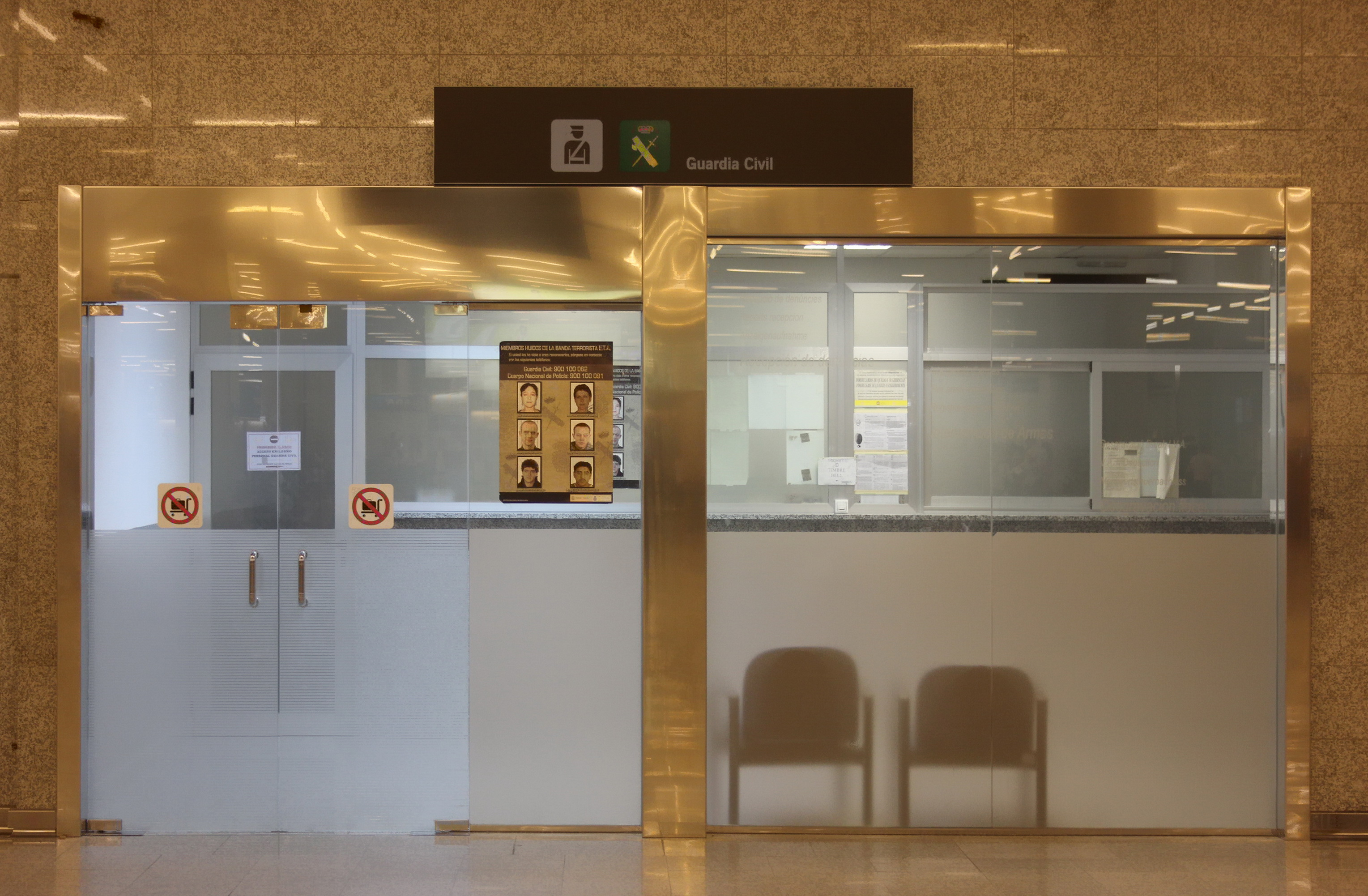
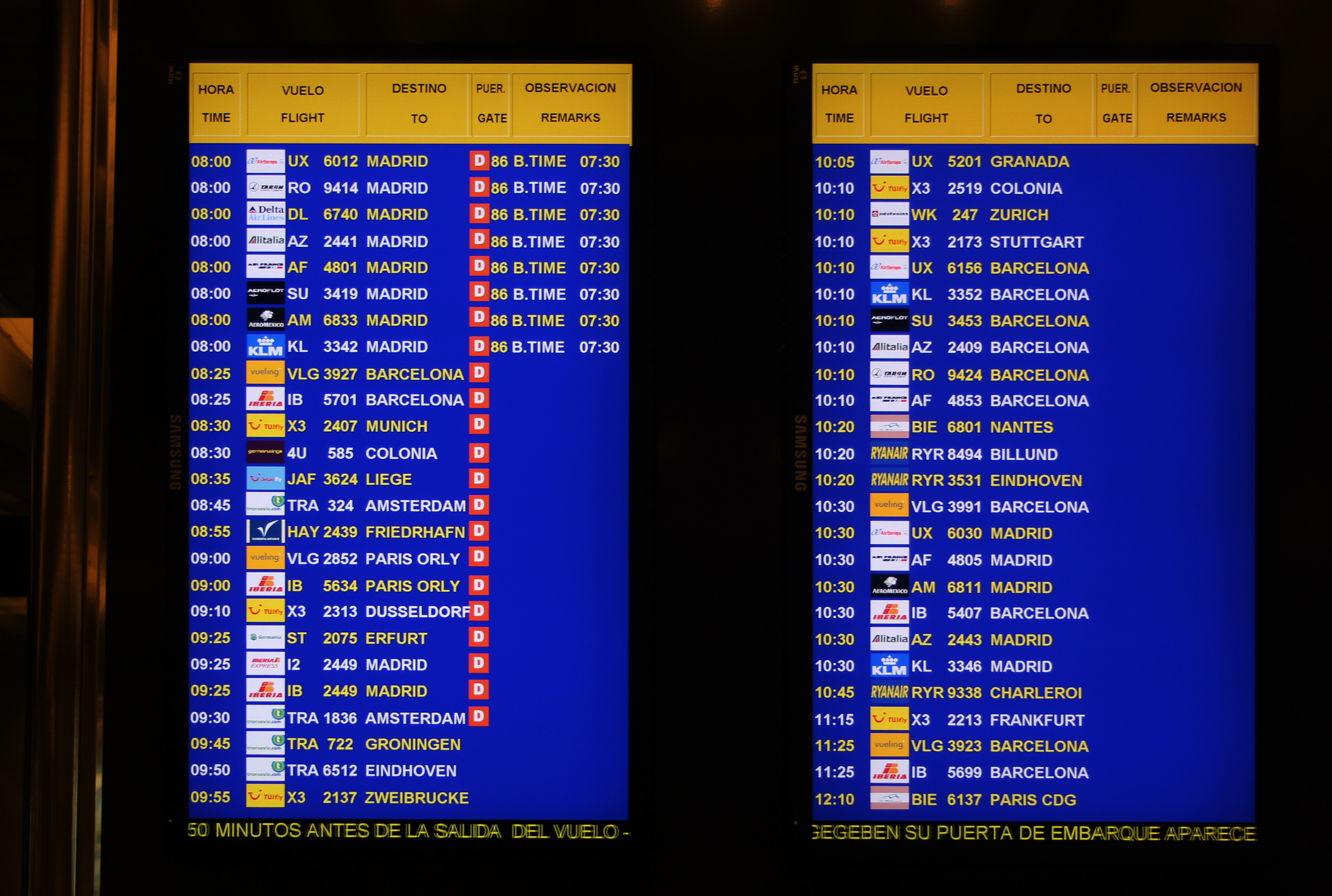
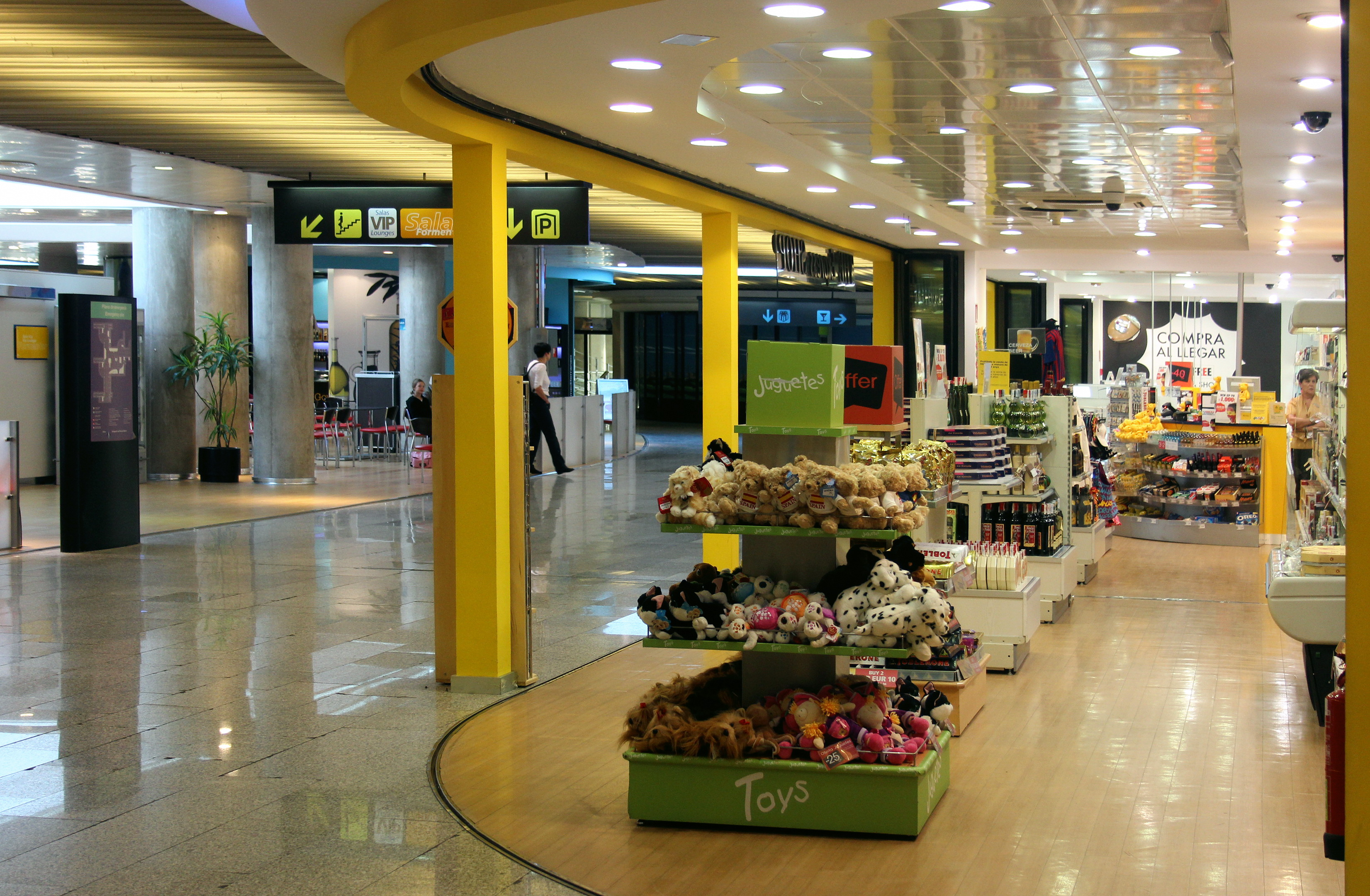
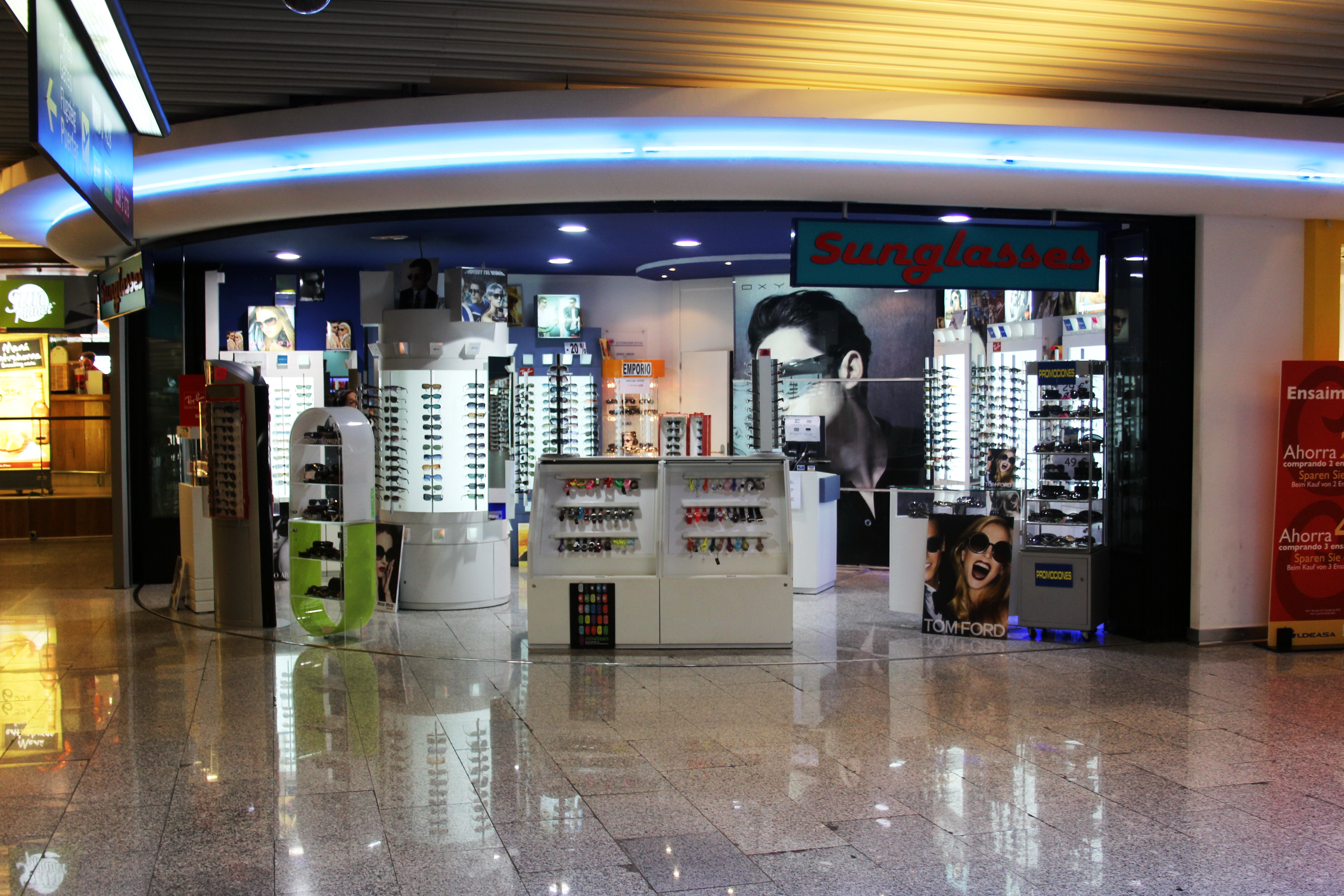
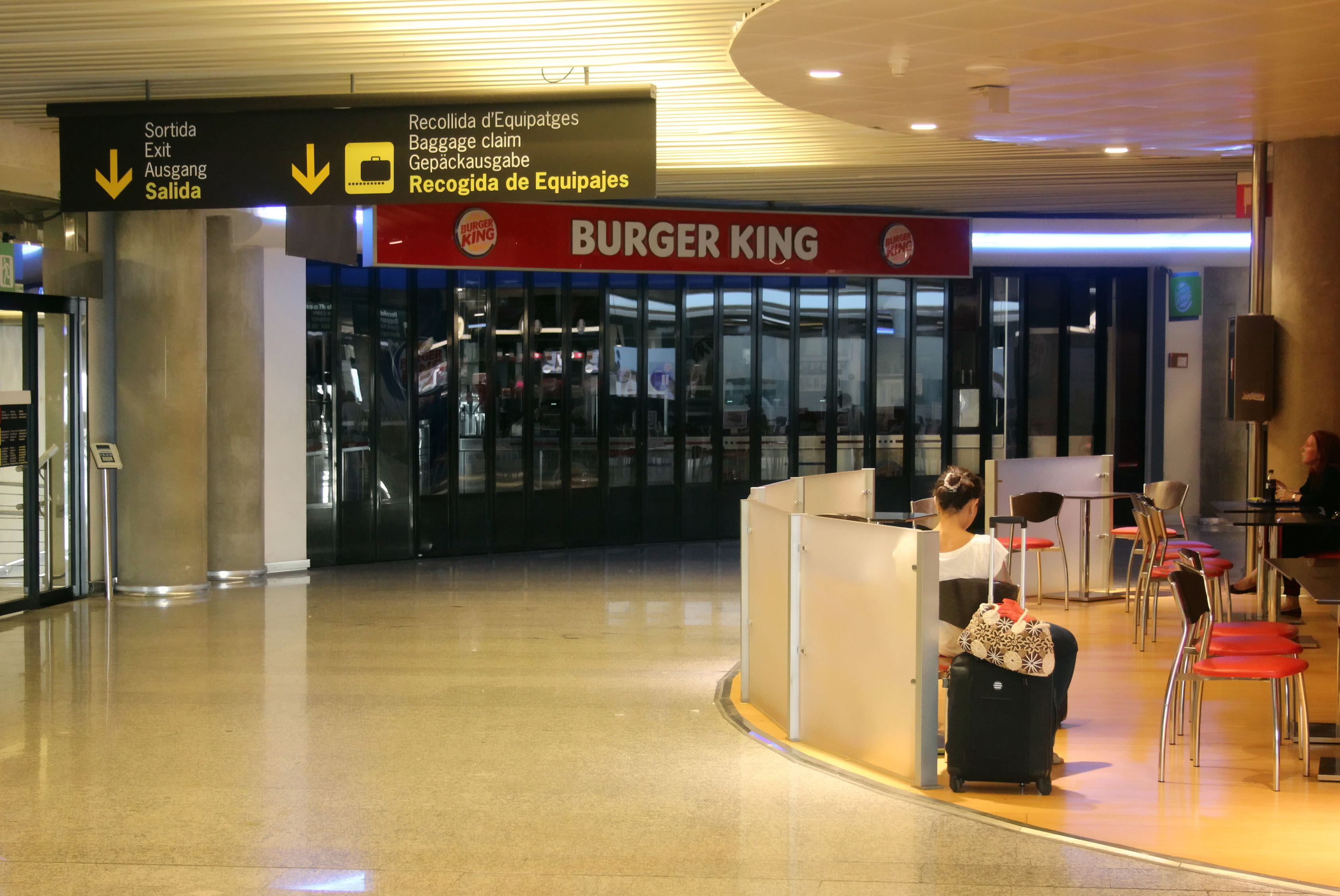